# إيرلاخ
إيرلاخ (بالألمانية: Erlach)، (بالفرنسية: Cerlier)‏ هي إحدى بلديات مقاطعة سيلاند في كانتون برن في سويسرا. تبلغ مساحتها 3.51 كيلومتر مربع، ويُقدر عدد سكانها بـ 1410 نسمة (في ديسمبر 2015).